# ساعة الصفر 00:00 (رواية)
ساعة الصفر 00:00 هي رواية للكاتب المغربي عبد المجيد سباطة، صدرت في بيروت سنة 2017 عن المركز الثقافي العربي. فازت بجائزة المغرب للكتاب سنة 2018 صنف السرديات.

## عنوان الرواية
"عنوان الرواية "ساعة الصفر" مرتبط بساعة الشخصية الرئيسية، الروائي المجهول. تتوقف هذه الساعة عند الساعة الثانية عشرة ليلاً بشكل متكرر في أحداث الرواية، وصولاً إلى الصفحة 470 حيث يوضح الراوي أن هذا التوقّف ليس اعتباطيًا، بل رمزية تحمل دلالة. يعتقد الراوي أن هذه الساعة تشير إلى لحظة فاصلة أو بداية جديدة، وأنها رسالة أرسلها إليه القدر لفهمها في وقت لاحق.

## ملخص الرواية
تدور أحداث الرواية بين البوسنة والهرسك والمغرب وفرنسا، وتحكي أحداثها الرئيسية عن استعداد الدولة الواقعة في شبه جزيرة البلقان في أواخر شهر شتنبر 2015، لتخليد الذكرى العشرين لنهاية حرب دموية طاحنة شهدتها البلاد في تسعينيات القرن العشرين، وخلال الاستعدادات عثرت السلطات على مقبرة جماعية، ضمَّت رفات سبعة أشخاص، ومعها حقيبة ممزقة احتوى أحد جيوبها على مفاجأة عبارة عن ساعة يدوية معطلة وعقاربها متوقفة عند ساعة الصفر 00:00، إضافة إلى أوراق ومذكرات مكتوبة باللغة العربية، تلك الأوراق والمذكرات، تكلف وحيد سيباهيتش، رئيس قسم المخطوطات وأستاذ التاريخ في جامعة سراييفو بمهمة تجديدها وقراءتها في محاولة منه لفك لغزها وفهم شفراتها وتحليل رموزها والإجابة عن مجموعة من الأسئلة المتعلقة بالراوي المجهول الذي لم يكن سوى طبيب فرنسي من أصول مغربية عاش طفولة قاسية قبل أن يصبح طبيبا مشهورا.

## الشخصيات
- بيرجيت نوسي

- وحيد سيباهيتش

- أحمد المهاجر المغربي

## الثيمات
تناول الكاتب في روايته مجموعة من القضايا المعقدة كالحب والحرب والدين، مستعرضًا وجهات نظر متباينة. ففي الجزائر، تجسد شخصية بيرجيت الكراهية المتأصلة بين الثقافات، بينما يمثل أحمد المهاجر المغربي الصراع مع الهوية والانتماء. وتتوسع الرواية لتشمل قضايا أوسع كالحرب في البوسنة وتجارة الأطفال، مما يجعلها لوحة بانورامية عن معاناة الإنسان في عالم متشابك.

## الأثر
رواية «ساعة الصفر 00:00» تترك أثراً عميقاً على القارئ من خلال تناولها لمواضيع معقدة مثل التاريخ، الصراع القومي والسياسي، والدين. تبرز الرواية كيف يمكن للأحداث التاريخية أن تؤثر على الحاضر والمستقبل، وتسلط الضوء على الفظائع التي يمكن أن يرتكبها الإنسان باسم معتقداته. كما تعكس الرواية رحلة الإنسان من الولادة إلى الموت، وما يمر به من ضياع وبحث عن إجابات لأسئلة وجودية. بالإضافة إلى ذلك، تبرز الرواية أهمية المكان وتأثيره على الأحداث والشخصيات، مما يضيف بعداً نفسياً ووجدانياً وروحياً للعمل. هذه العناصر تجعل من «ساعة الصفر 00:00» عملاً أدبياً غنياً يستحق التأمل والتفكير.

## الجوائز
جائزة المغرب للكتاب سنة 2018 عن رواية ساعة الصفر 00:00 

## اقتباسات
ألقيتُ نظرة خاطفة على ساعتي اليدوية، ففوجئتُ بتعطّلها إثر تسرّب المياه إليها، والمفارقة هنا أنّ عقاربها المعطّلة خلَّدت توقيت الحادثة بالضبط ساعة الصفر (00:00)، منتصف الليل..

الأبطال المزيفون يملؤون الدنيا صراخا، والأبطال الحقيقيون هم الذين يحيون ويموتون بصمت.  